# Evropská knižní cena
Evropská knižní cena si klade za cíl propagovat celoevropské hodnoty a přispívat k lepšímu chápání Evropské unie jako kulturní entity. Byla založena Jacquesem Delorsem u příležitosti 50. výročí podepsání Římské smlouvy v roce 2007. Je udělována za knihu, která vyšla v předešlém roce v jedné z 27 členských zemí EU.

## Oceněné knihy
- 2007: Guy Verhofstadt, De Verenigde Staten van Europa: manifest voor een nieuw Europa
- 2008: Tony Judt, Postwar: A History of Europe Since 1945
- 2009: 
  - román: Mariusz Szczygiel, Gottland
  - esej: Sylvie Goulardová, L'Europe pour les nuls
- 2010:
  - román: Sofi Oksanenová, Puhdistus
  - esej: Roberto Saviano, La bellezza e l'inferno
- 2011:
  - román: Maxim Leo, Haltet euer Herz bereit: eine ostdeutsche Familiengeschichte
  - esej: Anna Bikontová, My z Jedwabnego
- 2012:
  - román: Rolf Bauerdick, Wie die Madonna auf den Mond kam
  - esej: Luuk Van Middelaar, De passage naar Europa, Geschiedenis van een begin
- 2013:
  - román: Eduardo Mendoza, Riña de gatos - Madrid 1936
  - esej: Arnaud Leparmentier, Ces Français, fossoyeurs de l’euro
- 2014:
  - román:  Pascale Hugues, La Robe de Hannah. Berlin 1904-2014
  - esej: Anthony Giddens, Turbulent and Mighty Continent : What Future for Europe ?
- 2015:
  - román: Jean-Pierre Orban, Véra
  - esej: Robert Menasse, Der Europäische Landbote
- 2016:
  - román: Javier Cercas, L’Imposteur
  - esej: Erri De Luca, Le Plus et le Moins
- 2017:
  - román: David van Reybrouck, Zinc
  - esej: Raffaele Simone, Si la démocratie fait faillite
- 2018:
  - román: Géraldine Schwarz, Les Amnésiques
  - esej: Paul Lendvai, Orban, Europe’s new strongman
- 2019:
  - román: Jonathan Coe, Middle England 
  - esej: Laurent Gaudé, Nous l’Europe, banquet des peuples

Ve více než šesti stech nominací od prvního do třináctého ročníku figuruje jen pět českých knih, Kloktat dehet Jáchyma Topola (2009), Konec punku v Helsinkách Jaroslava Rudiše (2012) a Rok čtyřiadvacet Patrika Ouředníka (2019) v kategorii fikce, Praha za zrcadlem Ivana Margolia (2008) a Havel Michaela Žantovského (2015) v kategorii esejistiky.